# Städtjulakjaure
Städtjulakjaure är en sjö i Kiruna kommun i Lappland och ingår i Torneälvens huvudavrinningsområde. Sjön har en area på 0,281 kvadratkilometer och ligger 502 meter över havet. Städtjulakjaure ligger i Torneträsk-Soppero fjällurskog Natura 2000-område.

## Delavrinningsområde
Städtjulakjaure ingår i det delavrinningsområde (757027-171636) som SMHI kallar för Inloppet i Sekkujärvi. Medelhöjden är 533 meter över havet och ytan är 47,06 kvadratkilometer. Räknas de 2 avrinningsområdena uppströms in blir den ackumulerade arean 66,54 kvadratkilometer. Sekkujoki som avvattnar avrinningsområdet har biflödesordning 3, vilket innebär att vattnet flödar genom totalt 3 vattendrag innan det når havet efter 383 kilometer. Avrinningsområdet består mestadels av skog (61 procent) och sankmarker (35 procent). Avrinningsområdet har 1,08 kvadratkilometer vattenytor vilket ger det en sjöprocent på 2,3 procent.